# Tragulus williamsoni
Il tragulo di Williamson (Tragulus williamsoni Kloss, 1916) è una specie di artiodattilo della famiglia dei Tragulidi originaria delle regioni settentrionali della Thailandia. In passato veniva considerato una sottospecie del tragulo minore (T. kanchil), ma nel 2004 gli studiosi Meijaard e Groves lo hanno elevato al rango di specie a sé basandosi sulle sue dimensioni, nettamente superiori a quelle di T. kanchil e molto più simili a quelle del tragulo maggiore (T. napu). Finora conosciamo solo un unico esemplare appartenente con certezza a questa specie, cioè l'olotipo descritto da Kloss nel 1916, ma è probabile che anche due crani ritrovati più recentemente in Cina siano attribuibili a questo animale.

## Distribuzione e habitat
Si ritiene che questa grossa specie di tragulo viva nelle foreste tropicali di montagna di due distinte località dell'Asia sud-orientale. Una popolazione più settentrionale è presente in Cina, nella Prefettura di Xishuangbanna, una regione dell'estremità meridionale dello Yunnan incuneata tra Myanmar e Laos. L'altra popolazione, più meridionale, vive nella Provincia di Nan, nel nord della Thailandia.

## Biologia
Non conosciamo pressoché nulla sulle abitudini di questa specie settentrionale di tragulo, ma molto probabilmente non differiscono molto da quelle degli altri membri del genere Tragulus.